# Limán del Bug
El limán del Bug  o también estuario del Bug (en ucraniano: Бузький лиман) es un limán o estuario de Ucrania formado en el punto en el que el río Bug Meridional desemboca en la costa septentrional del estuario del Dnieper—con el que forma el limán del Bug y Dniéper— , ya próximo al mar Negro. Tiene 82 kilómetros de longitud y una anchura máxima de 11 km. . La ciudad protuaria e industrial de Nicolaiev (501.183 hab. en 2010), capital del homónimo óblast de Nicolaiev está situada en la ribera del estuario del Bug.

## Referencias

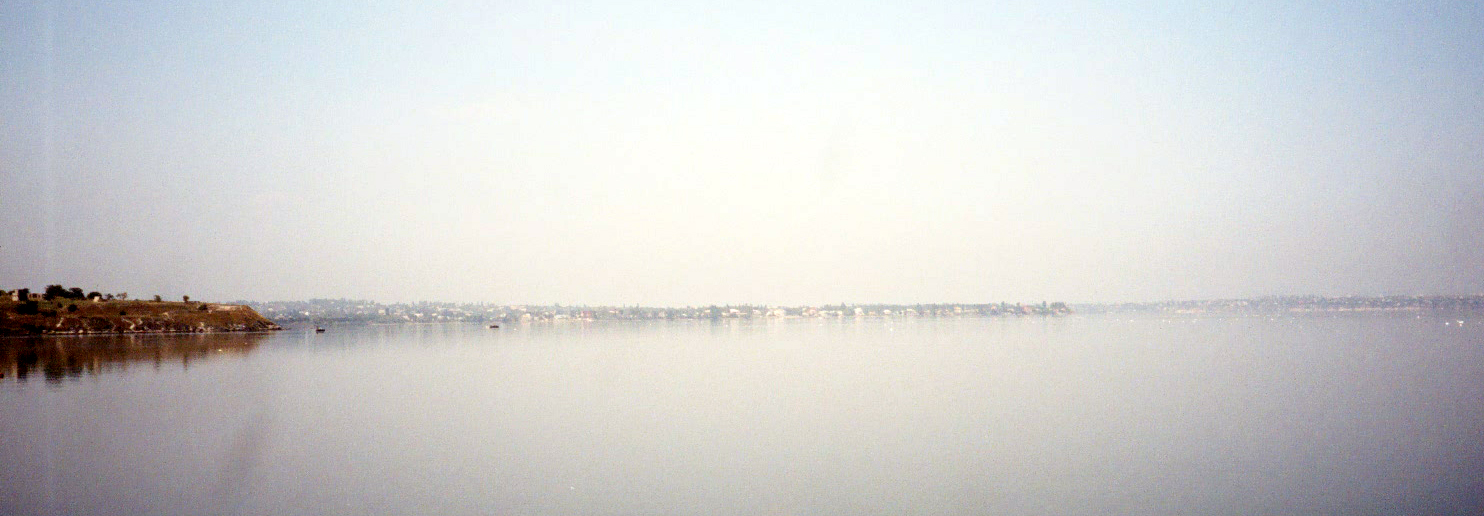
Confluencia del Bug Meridional con el Inhul